# FCヴァスルイ
CSスポルティング・ヴァスルイ（CS Sporting Juniorul Vaslui (ルーマニア語発音: [vasˈluj])）は、ルーマニア・ヴァスルイにホームを置くサッカークラブである。2002年7月20日、元審判のアドリアン・ポルンボユ・オーナーにより設立された。

## 歴史
ディヴィジアC（3部、後のリーガ3）から設立1年でディヴィジアB（2部、後のリーガ2）への昇格に成功した。2004-05シーズンには2部優勝し、創設から3年でディヴィジアA（1部、後のリーガ1）に昇格した。2005-06シーズンは苦戦しつつも16クラブ中14位の成績で残留し、2008年にはUEFAインタートトカップ出場と優勝も果たした。2009-10シーズンはリーグ3位、カップ戦準優勝という成績を収めた。2010-11シーズンには、新監督に元レアル・マドリード監督のフアン・ロペス・カロを招聘したが、短期間で解任した。
CFRクルジュ同様に、外国人選手を多数獲得して短期間での強化には成功したが、6位で終えた2013-14シーズン終了後、財政難のため4部降格が決定した。

## クラブ名の変遷
| 年        | クラブ名                   |
| --------- | -------------------------- |
| 2002-2014 | FCヴァスルイ               |
| 2014-2018 | ASS FCヴァスルイ           |
| 2018-2019 | CSM FCヴァスルイ           |
| 2020-現在 | スポルティング・ヴァスルイ |

## タイトル

### 国内タイトル
- リーガ2：1回
  - 2004-05

### 国際タイトル
- UEFAインタートトカップ：1回
  - 2008

## 過去の成績
| シーズン | リーグ  | リーグ | 国際大会                  |
| -------- | ------- | ------ | ------------------------- |
| 2002-03  | リーガ3 | 2位    |                           |
| 2003-04  | リーガ3 | 2位    |                           |
| 2004-05  | リーガ2 | 1位    |                           |
| 2005-06  | リーガ1 | 14位   |                           |
| 2006-07  | リーガ1 | 8位    |                           |
| 2007-08  | リーガ1 | 7位    |                           |
| 2008-09  | リーガ1 | 5位    | UC 1回戦敗退              |
| 2009-10  | リーガ1 | 3位    | EL 本選出場プレーオフ敗退 |
| 2010-11  | リーガ1 | 3位    | EL 本選出場プレーオフ敗退 |
| 2011-12  | リーガ1 | 2位    | EL グループリーグ敗退     |
| 2012-13  | リーガ1 | 5位    |                           |
| 2013-14  | リーガ1 | 6位    |                           |
| 2014-15  | リーガ4 | 4位    |                           |

| 優勝 | 準優勝 | 昇格 | 降格 |

## 欧州カップ戦での試合一覧
| シーズン | 大会                     | ラウンド       | クラブ                     | ホーム | アウェー | 結果 |
| -------- | ------------------------ | -------------- | -------------------------- | ------ | -------- | ---- |
| 2008-09  | UEFAインタートトカップ   | 3回戦          | ネフチ・バクー             | 2-0    | 1-2      |      |
| 2008-09  | UEFAカップ               | 予選2回戦      | リエパーヤス・メタルルグス | 3-1    | 2-0      |      |
| 2008-09  | UEFAカップ               | 1回戦          | スラヴィア・プラハ         | 1-1    | 0-0      | *    |
| 2009-10  | UEFAヨーロッパリーグ     | 予選3回戦      | オモニア・ニコシア         | 2-0    | 1-1      |      |
| 2009-10  | UEFAヨーロッパリーグ     | プレーオフ     | AEKアテネ                  | 2-1    | 0-3      |      |
| 2010-11  | UEFAヨーロッパリーグ     | プレーオフ     | リール                     | 0-0    | 0-2      |      |
| 2011-12  | UEFAチャンピオンズリーグ | 予選3回戦      | トゥウェンテ               | 0-0    | 0-2      |      |
| 2011-12  | UEFAヨーロッパリーグ     | プレーオフ     | スパルタ・プラハ           | 2–0    | 0–1      |      |
| 2011-12  | UEFAヨーロッパリーグ     | グループリーグ | スポルティングCP           | 1-0    | 0-2      |      |
| 2011-12  | UEFAヨーロッパリーグ     | グループリーグ | ラツィオ                   | 0-0    | 2-2      |      |
| 2011-12  | UEFAヨーロッパリーグ     | グループリーグ | チューリッヒ               | 2-2    | 0-2      |      |

* アウェーゴールルールにより敗退

## 歴代監督
- ミルチェア・レドニク 2005.1-6, 2005.9-2006.6
- ヴィオレル・ヒゾ 2006.9-2007.5, 2008.6-11
- ドリネル・ムンテアヌ 2007.6-2008.3
- ヴィオレル・モルドヴァン 2008.11-2009.5
- クリスティアン・ドゥルカ 2009.5-9
- マリウス・ラカトゥシュ 2009.10-2010.5
- フアン・ラモン・ロペス・カロ 2010.6-10
- ヴィオレル・ヒゾ 2010.10-2012.1, 2012.9-2013.4
- アウグスト・イナシオ 2012.1-7
- マリウス・シュムディカ 2012.7-9
- ガヴリル・バリント 2013.4-6
- イリエ・スタン 2013.6-8
- ヨヌツ・モステアヌ 2013.8-10
- リヴィウ・チョボタリウ 2013.10-2014

## 歴代所属選手
- ドゥシャン・クツィアク 2008-2011
- パウル・パップ 2009-2012